# 白冷杉
白冷杉（學名：Abies concolor）是冷杉屬的一種植物，原產於北美洲西部的內華達山脈、洛磯山脈與亞利桑那州、新墨西哥州與墨西哥北部山區，生長於海拔900至3400公尺處。本種最早是由美國博物學家奧古斯塔·芬德勒在1846年至1847年到新墨西哥聖塔菲地區探險時採集。
白冷杉一般可長至25—60公尺，胸徑2.7公尺，有紀錄最高的白冷杉是在內華達山脈西側發現，高78.8公尺。本種可下分A. concolor var. concolor與A. concolor var. lowiana兩個變種，前者分布於洛磯山脈海拔1700—3400公尺處，高25—35公尺；後者則分布於內華達山脈海拔900—2300公尺處，高40—60公尺。本種樹可存活超過300年。
白冷杉（特別是針葉為藍綠色的亞種A. concolor var. concolor）常在公園與花園中被用作裝飾樹種，也被用作聖誕樹。